# Triaenobunus
Triaenobunus – rodzaj kosarzy z podrzędu Laniatores i rodziny Triaenonychidae. Gatunkiem typowym jest Triaenobunus bicarinatus.

## Występowanie
Przedstawiciele rodzaju zamieszkują Australię, Tasmanię oraz Nową Zelandię.

## Systematyka
Opisano 15 gatunków należących do tego rodzaju:
- Triaenobunus bicarinatus Sørensen, in L. Koch 1886
- Triaenobunus armstrongi Forster, 1955
- Triaenobunus asper Hickman, 1958
- Triaenobunus cornutus Hickman, 1958
- Triaenobunus groomi Forster, 1955
- Triaenobunus hamiltoni Phillips & Grimmett, 1932
- Triaenobunus inornatus Hickman, 1958
- Triaenobunus mestoni Hickman, 1958
- Triaenobunus minutus Forster, 1955
- Triaenobunus montanus Hickman, 1958
- Triaenobunus pectinatus Pocock, 1903
- Triaenobunus pescotti Forster, 1955
- Triaenobunus pilosus Hickman, 1958
- Triaenobunus woodwardi Forster, 1955